# Fazliddin Gaibnazarov
Fazliddin Gaibnazarov, född den 16 juni 1991 i Bekabad, är en uzbekisk boxare som vann guld i lätt weltervikt vid Olympiska sommarspelen 2016.